# Debata za i przeciw
Debata za i przeciw – technika wywodząca się z metod dyskusyjnych. Wykorzystywana w pracy pedagogicznej i psychologicznej oraz innych dziedzinach życia. Technika służyć ma kształceniu umiejętności podejmowania decyzji, opowiadania się po określonej stronie sporu oraz szukania argumentów za swoim wyborem. Służy prezentowaniu własnego stanowiska, w sposób kulturalny i demokratyczny. Umożliwia pokazanie, że inni mogą mieć inne zdanie niż my.

## Uczestnicy
Debata za i przeciw może być toczona z udziałem publiczności (nie biorącej bezpośrednio udziału w dyskusji i wyszukiwaniu argumentów). Dyskusję powinien prowadzić i kontrolować moderator (np. nauczyciel, opiekun, wychowawca w przypadku klasy).

## Przebieg
Na początku uczestnicy zostają zapoznani z tematem debaty. Może to być pytanie czy konkretny problem. I mają czas na samodzielne podjęcie decyzji – co sądzą w danej sprawie.
Kolejnym etapem jest utworzenie grup skłonnych do poparcia danego stanowiska w sprawie podjętego tematu debaty. Każda z grup wspólnie ustala argumenty za swoim poglądem, oraz stara się wyszukać argumenty przeciw propozycji konkurentów.
Następnie kilku reprezentantów danego stanowiska prezentuje argumenty i kontrargumenty grupy, do której należą. Na koniec można przeprowadzić głosowanie na temat ustosunkowania się obserwatorów debaty do omawianego problemu, dzięki czemu dowiemy się, które argumenty były bardziej przekonujące.
Można także, na koniec zabawy zarządzić przetasowanie – czyli możliwość zmiany zajmowanej grupy, w wyniku zmiany stanowiska do omawianej sprawy.

## Przykłady
Technika debaty za i przeciw została wykorzystana przy realizacji programu Telewizji Publicznej Decyzja należy do Ciebie.